# Queen II
Albums de Queen
Queen
(1973) Sheer Heart Attack
(1974)
Singles
1. Seven Seas of Rhye
Sortie : 23 février 1974

Queen II est le second album du groupe de rock britannique Queen, sorti en 1974 sous l’étiquette EMI. Enregistré en 1973 aux Studios Trident à Londres, il a été co-produit par Roy Thomas Baker, Robin Cable et mixé par Mike Stone. Dès sa sortie, il est resté au palmarès britannique pendant 29 semaines, dont 11 semaines consécutives où il atteint la cinquième position au classement des meilleures ventes au Royaume-Uni avant de faire une réapparition en 2011. Queen II a suscité des critiques mitigées et il est longtemps resté l’album le moins connu du public. Toutefois, ce disque fait l'objet d'un certain culte depuis que des artistes comme Axl Rose, Billy Corgan et Steve Vai en ont fait l'éloge. Aujourd’hui, Queen II est perçu comme un album très significatif autant dans l’histoire de la musique que dans la carrière du groupe. Les membres de Queen n’hésitent pas à démontrer leur polyvalence dans le rock, le heavy metal et même le rock progressif, tout en exposant la base de ce qui deviendra avec le temps leur son unique riche en arrangements orchestrés de la guitare, saturation d'enregistrements multipistes et en harmonies vocales.

## Contexte et enregistrement
Après la sortie de son premier disque éponyme en juillet 1973, le groupe s’embarque dans une tournée, majoritairement européenne, débutant le 13 septembre 1973 et se terminant en Australie le 2 février 1974. Bien que cette tournée soit destinée à promouvoir leur premier disque, ils assurent plus souvent la première partie des concerts de Mott the Hoople. L’intérêt qu’ils suscitent au sein du public anglais leur sera bénéfique. Leur premier album atteint la 24e position, passant plus de quatre mois au palmarès ; ils sont même choisis comme le « troisième meilleur nouveau groupe » par les lecteurs du Sound derrière le groupe écossais Nazareth, au début des années 1974, avant de déplacer la tournée en sol australien.
Ambitieux, et malgré les critiques mitigées face à leur premier opus, Queen retourne en studio en août 1973 pour y enregistrer des nouveaux morceaux qui feront partie de Queen II. Pris entre les concerts de soutien et les enregistrements, le groupe ne se lasse pas de son acharnement et travaille pour produire un album meilleur que le premier, maintenant qu’ils ont toute liberté d’utilisation des Studios Trident. Avant la production de Queen II, le groupe était réduit à utiliser le studio durant les temps morts. Cette restriction, qui était stipulée dans leur contrat initial, ne leur permettait pas d’utiliser le potentiel technique du studio, ni leur propre potentiel en tant que musiciens lorsque Queen avait été produit. Ayant maintenant un album sous le bras, ils sont prêts à démontrer leur potentiel et à mettre en valeur leurs idées sur disque.
En moins d’un mois ou presque, ils terminent les enregistrements pour Queen II. Mais la crise du pétrole en 1973 et les quelques petits détails qui restent à corriger retardent la sortie de l’album. Le groupe se concentre alors à continuer la tournée, et incorpore dans ses concerts quelques titres de Queen II, comme Father To Son, et autres titres, comme Stone Cold Crazy, qui verront le jour plus tard dans Sheer Heart Attack. Avec leur nouveau matériel, ils s’embarquent pour une tournée en Australie.
La tournée en Australie n'est pas aussi fructueuse que la tournée européenne. Après avoir subi des complications à la suite d’un vaccin, Brian May rejoint le reste du groupe pour ce qui sera une tournée écourtée. L'accueil froid du public australien, combiné à une infection aux oreilles de Freddie Mercury et à quelques problèmes techniques, réduisent leur prestation à deux représentations, et Queen rentre en Angleterre plus tôt que prévu. Néanmoins, la chance leur sourit lorsqu’ils font un passage au show télévisé Top of The Pops en remplacement de David Bowie. Cette chance leur permet de produire un nouveau single Seven Seas of Rhye en l’espace de quelques heures seulement.

## Parution et accueil

### Classements et certifications
| Pays                          | Meilleure position |
| ----------------------------- | ------------------ |
| Australie (Kent Music Report) | 79                 |
| Canada (RPM Top Albums)       | 40                 |
| États-Unis (Billboard 200)    | 49                 |
| Japon (Oricon)                | 26                 |
| Norvège (VG-lista)            | 19                 |
| Royaume-Uni (UK Albums Chart) | 5                  |

| Pays              | Ventes    | Certifications |
| ----------------- | --------- | -------------- |
| Pologne (ZPAV)    | 20 000 +  | Platine        |
| Royaume-Uni (BPI) | 100 000 + | Or             |

## Caractéristiques artistiques

### Thèmes et composition
Queen II marque non seulement une distanciation sonore de Queen mais il s’éloigne aussi de toute ressemblance sonore avec des groupes qui les influencent. Conscients du fait que le public et la critique les rapprochent trop des groupes Yes, Led Zeppelin et The Who, ils poussent les limites de technique d’enregistrement afin de créer leur son unique. Brian May considère cet album comme étant le « premier témoignage du son distinctif de Queen ». « Led Zeppelin et The Who sont probablement quelque part là car ils sont parmi nos groupes favoris, mais ce que nous essayons de faire de différent de ces groupes était cette espèce de son superposé. Pour moi, Queen II était la sorte de musique émotionnelle que nous avions toujours voulu jouer, bien que nous ne puissions pas toutes les jouer en concert (les chansons) parce que c’était trop compliqué. Nous essayions de pousser les techniques de studio à des nouvelles limites pour les groupes de rock – c’était l’accomplissement de nos rêves car nous n’avions pas eu beaucoup l'occasion lors du premier disque. Il nous est même passé par la tête d’appeler ce disque Over The Top ».
À la sortie de Queen II, si quelques mauvaises critiques trouvent que le groupe « patauge à travers la complexité des arrangements inutiles », offrant un album « sans originalité ni sophistication », d’autres affirment que la ressemblance qu’il partage avec le premier opus est « superficielle ». L’exploration des genres comme le heavy metal, l’opéra et la comédie musicale et la fusion de ces derniers avec les arrangements complexes autant au niveau de la composition qu’au niveau des harmonies vocales, produit un album plus « riche, sombre et bizarre » qui prouve que le groupe est en pleine « croissance fulgurante » et qu’ils « commencent à traduire leurs ambitions et influences dans leur son si caractéristique ».
Coproduit par le groupe, Roy Thomas Baker et Rolin Cable, le disque se compose de onze titres d’une durée de 40 minutes et 42 secondes, tous enregistrés et mixés par Mike Stone. Il contient aussi deux de leurs plus longs titres à l’époque, soit Father To Son, 6 minutes et 14 secondes, et The March of the Black Queen, 6 minutes et 34 secondes.
Plus « énergique » que Queen, leur surplus d’idées est bien canalisé dans un rock pompeux « surgonflé qui tiendrait plus du rock progressif si le son n'était pas aussi heavy». Il n’est pas non plus un album concept en soi, bien qu’il possède une certaine thématique récurrente à travers les chansons. Le choix de renommer les faces du disque par « Face Blanche » et « Face Noire » au lieu des conventionnels face « A » et face « B »  est fait par convenance, dans le but de créer une idée de concept mais sans « signification particulière », une idée produite de la « fascination » qui allait de pair avec la mode en essor d’albums concepts développés par d’autres groupes comme Quadrophenia par The Who et Dark Side of the Moon par Pink Floyd.
La « Face Blanche » ou Side White comporte cinq titres, dont quatre composés par Brian May et un par Roger Taylor, The Loser In The End, sa seule contribution dans l’album. Ce côté du disque est plus introspectif et introverti, axé sur les émotions personnelles comme la mort, la vie ou l’empathie. En contrepartie, la « Face Noire » ou Side Black comporte six titres tous composés par Freddie Mercury où l'imaginaire, le mystique et le féerique sont omniprésents, et dont quelques pièces ont été inspirées à partir d’autres d’œuvres d’art.
Le premier titre du disque est la marche funèbre Procession, pièce instrumentale composée par May. L’enregistrement de la guitare en multipiste, qui montre la virtuosité du guitariste à jumeler deux concepts de musique classique, le contrepoint et le mouvement harmonique parallèle dans un même morceau, est du jamais vu dans la musique rock. L’orchestration de la guitare deviendra le son unique et reconnaissable pour May, qui sera repris dans toutes les pièces instrumentales comme God Save The Queen sur l’album A Night At The Opera. Les dernières notes du morceau jouent la mélodie du titre suivant Father To Son.
L’influence de Led Zeppelin et The Who se fait ressentir dans Father To Son. Cette pièce, qui s’enchaine dès la fin du morceau précédent par le passage d’un arpège à la guitare, ouvre sur un puissant accord de guitare, à la Pete Townshend. Morceau introspectif, il relate les pensées d’un père envers son fils. Ballade rythmée à la Led Zeppelin, elle comporte aussi une section hard rock penchant plus vers le heavy metal. Enregistrée en utilisant la technique de mur de son, la chanson se termine par un hymne tonitruant « très hippie » voire « pré-proto-métal », et dont la fin trace une continuité avec le morceau suivant, créée par une note suspendue à la guitare à la manière d’un violon.
White Queen (As It Began) est une ballade où la guitare acoustique est prédominante et revêt quelques similarités avec While My Guitar Gently Weeps et Babe I'm Gonna Leave You. Brian May explique qu’il eut l’idée de cette chanson après avoir lu The White Goddess, la Déesse Blanche, aujourd'hui édité sous le titre Les Mythes celtes, par Robert Graves, mais qu’il eut aussi l’inspiration d’une amie d’école qui représentait l’idée de la « femme parfaite ». En entrevue, il a dit « je me souviens d’avoir été totalement amoureux de cette fille de la classe de biologie, à qui je n’ai jamais parlé… J’étais sidéré à l’idée de parler à cette fille, et elle est devenue une amie de longue date, c’était très étrange ».
Some Day One Day est une autre ballade qui puisse son inspiration dans le folk, sans jamais s’y immerger pour autant. Avec des arrangements de guitares complexes, très typiques de May, cette pièce s’inscrit dans l’imaginaire et la fiction, et possiblement dans le psychédélique avec une harmonisation des voix qui lui donnent un aspect de rêverie.
Morceau hard rock mélodique, The Loser In The End termine la première face de l’album. Composé par Roger Taylor, cette chanson comporte des arrangements simples en comparaison aux autres titres de l’album. La guitare rythmique a une légère ressemblance avec les chansons Children Of The Revolution par T. Rex et Sparks par The Who, faisant de cette chanson un échantillon de glam rock. Le morceau décrit la relation empathique entre une mère et son fils.
La « face Noire » de l’album ouvre sur Ogre Battle composé par Freddie Mercury en 1972. Le groupe décide de ne pas l’inclure sur leur premier album car ils cherchent à avoir une plus grande liberté en studio afin de le perfectionner. Considéré comme l’un de leurs morceaux le plus heavy et « explosif » du groupe, il est décrit aussi comme étant « le premier exemple de thrash (metal), ou du moins son ancêtre ». L’introduction de la chanson a été produite en inversant les derniers riffs de la guitare incluant le « crash » du gong. Durant le solo, la guitare et la voix simulent les bruits d’un champ de bataille. La fin du morceau enchaîne sur le prochain par un son d’horloge.

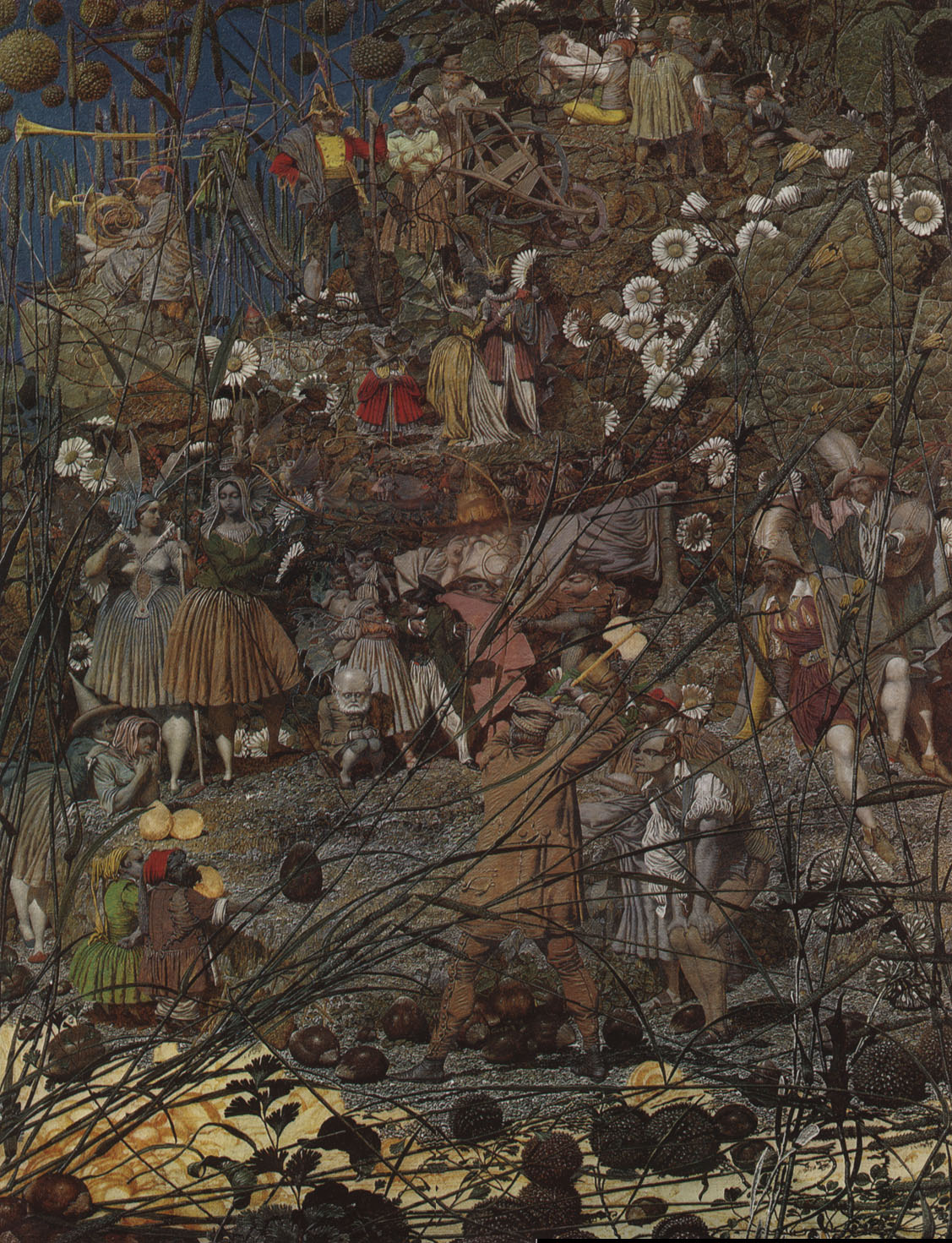
Le tableau The Fairy Feller's Master-Stroke de Richard Dadd, qui a inspiré la chanson homonyme de l'album.

Suit, The Fairy Feller’s Master-Stroke qui est une chanson inspirée par le tableau de Richard Dadd du même nom et qui décrit de manière féerique et fantaisiste la scène du tableau. L’arrangement complexe est construit par une trame sonore composée de piano, basse et batterie, mais inclut aussi un clavecin et des harmonies à la voix et à la guitare. Mixée en stéréophonie grâce au panoramique, elle chevauche entre le rock progressif et l’opéra-rock. Cette chanson n'a été jouée que quelques fois en concert lors de la tournée promotionnelle de Queen II, mais aucun enregistrement n’avait été entendu jusqu’à la sortie de l'album Live at The Rainbow ’74 en 2014. Les six dernières mesures du morceau débutent par un ralentissement du tempo, alors que la basse joue des notes hautes en signe d’adieu, et le tout se termine par des notes de piano qui introduisent le morceau suivant.
Le piano mélancolique de Nevermore accompagne la voix de Mercury, et il est sans doute le morceau le plus sobre de tout l’album, décrivant les sentiments vécus après une rupture amoureuse. Mercury s’est aussi inspiré du poème The Raven (Le Corbeau) par Edgar Allan Poe pour écrire la chanson. Outre le jeu du piano, Mercury chante aussi toutes les voix du chœur, particularité qu’il reprendra plus tard dans Bohemian Rhapsody. L’effet de « ring » au piano, longtemps considéré comme provenant d'un synthétiseur, fut produit en pinçant les cordes du piano pendant que Mercury les jouait.
Opéra-rock ou tout simplement morceau rock progressif, The March of The Black Queen est une autre composition de Mercury. Pièce très complexe au niveau de sa forme, elle est décrite comme un enchaînement de plusieurs sections jointes par des bouts instrumentales, plus communément appelés « suites » dans le jargon du rock progressif. Composée de 11 sections, sa polyrythmie et polymétrie la rendent difficile à jouer en concert où seule la section plus rythmée qui contient les paroles « My life is in your hands (…) » est quelquefois incluse dans des pot-pourris, avec les voix de Mercury et Taylor, durant les années 1970,,. Considérée comme le « précurseur direct » de Bohemian Rhapsody, cette pièce montre sans l'ombre d'un doute le goût du groupe et surtout de Mercury pour l’opéra dans sa « forme la plus brute ».
Avant-dernière pièce de l’album, Funny How Love Is est une ballade presque pop et qui se caractérise par l'emploi de la technique de mur de son.
L’album se termine par la reprise de Seven Seas Of Rhye, morceau qui était apparu sous forme instrumentale dans leur premier disque et qui sera le seul single de l’album et leur premier succès commercial. Plus conventionnel pour l’écoute radio, il sera considéré comme le morceau le plus « pop » qui contraste avec les autres morceaux écrits par Mercury, un peu comme l’était The Loser In The End . Dès sa sortie, le simple se hisse au Top 10 du palmarès britannique.

### Titre et pochette
Sur la couverture de Queen II, les quatre membres du groupe prennent une pose teintée de gothique. La photographie de Mick Rock plut tellement à Freddie Mercury qu'il décida de reprendre la célèbre pose pour le clip de Bohemian Rhapsody, tourné en 1975. Contrairement à la pochette de leur album précédent, Queen a fait appel à un photographe professionnel : le groupe pose en formation de diamant, inspirés par une scène du Shangaï Express avec Marlene Dietrich ; c'est cette dernière que le groupe imite sur la célèbre couverture.

## Fiche technique

### Titres

#### Face A - «Side White»
1. Procession (May) — 1 min 12 s
2. Father to Son (May) — 6 min 14 s
3. White Queen (As It Began) (May) — 4 min 35 s
4. Some Day One Day (May) — 4 min 22 s
5. The Loser in the End (Taylor) — 4 min 3 s

#### Face B - «Side Black»
1. Ogre Battle (Mercury) — 4 min 8 s
2. The Fairy Feller's Master-Stroke (Mercury) — 2 min 40 s
3. Nevermore (Mercury) — 1 min 17 s
4. The March of the Black Queen (Mercury) — 6 min 33 s
5. Funny How Love Is (Mercury) — 2 min 50 s
6. Seven Seas of Rhye (Mercury) — 2 min 48 s

### Bonus sur la réédition CD de 1991
Cette version, sortie en 1991 chez Hollywood Records, ajoute les titres suivants :
- See What a Fool I've Been (May) — 4 min 38 s
- Ogre Battle (remix) (Mercury) — 3 min 30 s
- Seven Seas of Rhye (remix) (Mercury) — 6 min 36 s

### Bonus sur la réédition CD remasterisée de 2011
Cette version sortie en 2011 ajoute les titres suivants :
1. See What A Fool I’ve Been (BBC Session, July 1973 - Remix 2011)
2. White Queen (As It Began) (Live At Hammersmith Odeon, December 1975)
3. Seven Seas of Rhye (Instrumental Mix 2011)
4. Nevermore (BBC Session, April 1974)
5. See What A Fool I’ve Been (B-Side Version, February 1974)

### Musiciens
- Freddie Mercury : chant principal, chœurs et piano
- Brian May : guitare électrique et chant
- Roger Taylor : batterie et chant
- John Deacon : basse et guitare acoustique

## Postérité
Billy Corgan, chanteur des Smashing Pumpkins, dit dans une interview qu'il considère cet album comme « l'un des plus remarquables de l'histoire du rock ».
Axl Rose, chanteur des Guns N' Roses, par ailleurs grand admirateur du groupe, considère cet album comme « son album de chevet » et comme « l’album qui a ouvert son esprit à un style de musique différent. Je les apprécie pour cela. C’était quelque chose que j’ai toujours voulu être en mesure d’atteindre ».
Steve Vai a par ailleurs avoué son admiration pour Brian May en disant qu' « on n'a pas suffisamment parlé du jeu de guitare de Brian May, au sens où il est éclipsé par la musique elle-même. L’album Queen II était l’un de ces moments cruciaux qui m’ont cloué au mur ».
Chad Smith, batteur des Red Hot Chili Peppers, a déjà raconté que son frère Brad possédait le disque Queen II. « Je me souviens qu’avant de déménager au Michigan, le grand frère d’un ami à moi avait dit que Queen était le prochain Led Zeppelin. Alors, quand Queen II est sorti en ’73, Brad a dit : « il faut que je l'aie ». Il n’y avait pas de chanson à succès mais c’était un très bon disque ».
Deux morceaux de l'album ont inspiré, près de vingt ans après sa parution, le nom d'un jeu vidéo : Ogre Battle: The March of the Black Queen, sorti en 1993 sur Super Famicom.
En 1987, le Post-Tribune (en) a classé Queen II neuvième dans un article portant sur « les albums qui devraient faire partie de la collection des disques de tous mais ne le sont pas ». Dans l’édition de 1994 du livre Guinness des records All Time Top 1000 Albums, Queen II fut classé en 202e position des meilleurs albums rock et pop de tous les temps ». En 2003, Q magazine inclut Queen II dans la liste des cinquante albums les moins connus recommandés par le magazine pour compléter leur sondage des « 50 meilleurs albums britanniques ». En 2005, les lecteurs de Kerrang! choisissent Queen II comme le 72e meilleur album rock britannique de tous les temps. En 2006, l’album fut sélectionné par les magazines Classic Rock/Metal Hammer « Les 200 meilleurs albums des années 70 », partageant la liste avec Sheer Heart Attack, comme l’un des 20 meilleurs disques de 1974. En 2008, IGN Music a nommé Queen II comme l’un de leurs « 10 Albums classiques du Glam Rock » en écrivant « Queen a donné au glam un son plus gros et rassembleur avec cet opus poudreux. Combiné au jeu de piano sous-estimé de Freddie Mercury, le son et les riffs parfaits de Brian May ont créé une toile de fond pour les chansons qui étaient, tour à tour, féroces et élégantes ». En 2010, Mojo a classé Queen II comme le 60e meilleur album à être produit sous l’étiquette Elektra Records. Avec Sheer Heart Attack et A Night at the Opera, Queen II apparaît dans le livre Les 1001 albums qu'il faut avoir écoutés dans sa vie, où il est décrit comme un album « remarquablement sombre » où le groupe « montre toute sa diversité », et qui contraste avec « leurs plus récents hymnes de stade ».
AllMusic a attribué à l’album 4 étoiles sur 5 en disant « Queen est torsadé, tendu et brutal, répondant à leur sens inné du dramatique, et cela donne à Queen II une vraie force musicale tout comme une grande cohésion. Queen II est l’un des favoris des plus inconditionnels de leurs fans ». Pitchfork, qui a attribué à l’album 7.8 sur 10, a écrit : « Vertigineux, gonflé et impassible, Queen II est un favori des fans purs et durs, et sans doute le disque le plus sous-estimé du groupe. En 2009, The Quietus publie un article soulignant le « trésor le moins connu de Queen » pour coïncider avec la sortie de leur compilation annuelle des Meilleurs Absolus, décrivant Queen II comme « un album absolument torride » qui présente deux de leurs meilleures pistes : Ogre Battle et Father To Son.